# Vrhovine
Vrhovine (do roku 1900 Donje Vrhovine, srbsky Врховине) je vesnice a správní středisko stejnojmenné opčiny v Chorvatsku v Licko-senjské župě. Nachází se asi 13 km východně od Otočace. V roce 2011 žilo ve Vrhovine 465 obyvatel, v celé opčině pak 1 381 obyvatel. Naprostou národnostní většinu tvoří Srbové.
Součástí opčiny je celkem sedm trvale obydlených vesnic.
- Donji Babin Potok – 116 obyvatel
- Gornje Vrhovine – 300 obyvatel
- Gornji Babin Potok – 104 obyvatel
- Rudopolje – 66 obyvatel
- Turjanski – 110 obyvatel
- Vrhovine – 465 obyvatel
- Zalužnica – 220 obyvatel

Vesnice Vrhovine leží na státní silnici D52 a je napojena na železniční síť.